# Mammy blue
A Mammy blue Kovács Kati 2011-ben megjelent gyűjteményes BOX-SET harmadik albuma. Kovács Kati harminckettedik albuma.

## Dalok
1. Hubert Giraud, Phil Trimm -Tardos Péter: Mammy blue(wd) ISWC: T-903.589.783-7
2. Vladimir Cosma, Jeff Jordan, Carola Pimper - Kovács Kati: Álmodj kiskölyök (wd) (Reality)
3. Guido de Angelis, Marcello Fondato, Susan Duncan-Smith - Cezare de Natale - Kovács Kati: Különben dühbe jövünk (Különben dühbe jövünk Dune Buggy) [* 1] ISWC: T-005.004.116-1
4. Vangelis Papathanassiou - Kovács Kati: Légy napfény! (Chariots of Fire) ISWC: T-031.810.053-6 illetve T-007.201.432-4
5. Daniel Vandarge, Jean Joseph Kluger, Nelly Antoinette Byl - Kovács Kati: Hol vagy, Józsi? (Hands Up! ISWC: T-900.903.678-6)
6. Ronnie James Scott - Steve Wolfe-Kovács Kati: Szívfájdalom (It's A Heartache ISWC: T-011.412.601-0)
7. Jean Michel Beriat, Yair Klinger- Bradányi Iván: Holnap majd (Mañana Tomorrow ISWC: T-003.040.399-6)
8. Elle Robert Fitoussi. Martin J. Kupersmith: Words ISWC: T-071.017.467-6
9. Eric Chardin- Bradányi Iván: Mindig veled (L'avventura) ISWC: T-900.014.509-5
10. Leonardus Caerts, Leonard Rosentraeten- Bradányi Iván: E viva Espana ISWC: T-901.290.027-5
11. Little Richard: I Cry [* 2]
12. Michael Arnold Kamen, Bryan Adams, Robert John Lange-Kovács Kati: Mindent érted (Everything I Do ISWC: T-070.085.010-7)
13. Michael Stock - Matthew James Aitken - Peter Alan Waterman-Kovács Kati: Soha nem hagylak el (I don't wanna get hurt; ISWC: T-011.364.286-6) [* 3]
14. Claudio Cavallaro, Gaetano Savio, Giancarlo Bigazzi-Vándor Kálmán: Szívkirály (Re di cuori ISWC: T-005.012.209-2)
15. Bruce R. Gaitsch, Madonna, Patrick Raymond Leonard: La Isla Bonita (ISWC: T-070.083.987-7)
16. N. Rosso-Kovács Kati: Il Silenzio [* 4]
17. R. Leen - Ween: Venus [* 5]
18. Tanita Tikaram: Twist in my sobriety (ISWC: T-011.363.388-7)
19. Bruce Bennett Brody, Gregg Sutton, Samantha Brown: Stop (ISWC: T-072.427.187-7)

A következő (negyedik) lemez címe: Átmentem a szivárvány alatt

## Közreműködők
- Kovács Kati
- Koncz Tibor
- Neoton Família (8, 18, 19)
- Stúdió 11
- Magyar Rádió Szimfonikus Zenekara